# Rooster (chanson)
Pour les articles homonymes, voir Rooster.
Singles de Alice in Chains
Angry Chair What the Hell Have I
Rooster est le quatrième single du groupe de grunge Alice in Chains, sorti en 1993 chez Columbia.
Rooster est la cinquième piste de leur deuxième album, Dirt.

## Liste des morceaux
1. Rooster
2. Sickman
3. It Ain't Like That

### Postérité
Le morceau est notamment utilisé dans la saison 2 de la série Marvel The Punisher dans la scène où Franck Castle abat Jigsaw,,. 